# 1974年バスケットボール女子アジア選手権
1974年バスケットボール女子アジア選手権（The 5th Basketball Asia Championship for Women）は、韓国のソウルで開催された第5回バスケットボールアジア女子選手権。6月22日から30日までの期間で開催された。
開催国である韓国が2大会連続4度目の優勝。2大会ぶり出場の日本は準優勝。

## 最終結果
| 順位 | 国       |
| ---- | -------- |
| 1    | 韓国     |
| 2    | 日本     |
| 3    | 台湾     |
| 4    | イラン   |
| 5    | 香港     |
| 6    | クメール |
| 7    | ベトナム |